# Jewhen Beresnjak

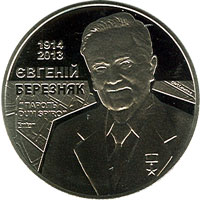
2 ₴-Gedenkmünze zum 100. Geburtstag von Jewhen Beresnjak

Jewhen Stepanowytsch Beresnjak, ukrainisch Євген Степанович Березняк, (* 12. Februarjul. / 25. Februar 1914greg. in Jekaterinoslaw, Gouvernement Jekaterinoslaw, Russisches Kaiserreich; † 23. November 2013 in Kiew, Ukraine) war ein sowjetisch-ukrainischer Soldat und Agent zuletzt im Range eines Generalmajors. Bekannt wurde er als der Retter Krakaus im Roman und Spielfilm „Major Wirbelwind“.

## Leben
Jewhen Beresnjak kam 1914 in Jekaterinoslaw, dem heutigen Dnipro zur Welt. Er studierte Pädagogik und arbeitete ab 1932 als Lehrer und seit Oktober 1939 als Leiter des Amtes für Bildung der Stadt Lwiw. Nach der Besetzung der Stadt durch die Deutschen wurde er nach Dnipropetrowsk evakuiert und ging im August 1941 in den Untergrund zum Einsatz hinter den feindlichen Linien. Zum Jahresende 1943 ging er nach Moskau, um sich bei der Hauptverwaltung für Aufklärung des Generalstabs (GRU) zum Kommandanten von Aufklärungs- und Sabotagegruppen ausbilden zu lassen. Nach erfolgter Ausbildung führte er als Hauptmann Michailow eine Gruppe des Militärgeheimdienstes mit dem Codenamen „Голос“ (Stimme), die in der Nacht des 19. August 1944 mit Fallschirmen in der Nähe von Krakau landete. In Krakau wurde er von der Gestapo festgenommen und verhört, konnte jedoch fliehen und wertvolle Informationen über die geplante Zerstörung von Krakau durch von Nazis versteckte Sprengsätze an die sowjetische Seite liefern und diese so verhindern.
Nach Kriegsende wurde er für seinen Einsatz in Krakau von polnischer Seite mit zahlreichen Orden bedacht. In der Sowjetunion hingegen geriet er beim SMERSch unter Verdacht, da man ihm nicht glaubte, der Gestapo entkommen zu sein. Er konnte nur durch die Fürsprache des KGBs einer Verfolgung entgehen und erst Jahre später wurden seine Leistungen auch in der Sowjetunion honoriert.
Beresnjak arbeitete nach dem Krieg auf dem Gebiet der Bildung in Lwiw und setzte sich für die Veteranen des Zweiten Weltkriegs ein. Die letzten Jahre vor seiner Pensionierung arbeitete er als wissenschaftlicher Mitarbeiter am Institut für Pädagogik der Akademie der pädagogischen Wissenschaften der Ukraine, deren Ehrenakademiemitglied er war. Im April 1998 wurde er pensioniert, zog nach Kiew und starb dort 99-jährig. Er wurde auf dem Baikowe-Friedhof der Stadt beerdigt.
Seine militärischen Ränge waren: 1945 Hauptmann (Sowjetunion), 1977 Major (Sowjetunion), 2004 Oberst (Ukraine) und 2005 Generalmajor (Ukraine).

## Roman und Verfilmungen
Der 1967 erschienene Roman „Майор Вихрь“ (Major Wirbelwind) von Julian Semjonowitsch Semjonow lag seinem Leben zugrunde, ebenso die gleichnamige sowjetische Verfilmung von Regisseur Jewgeni Taschkow von 1968. In Deutschland erschien der Roman und Film unter dem Titel „Dynamit unter der Stadt“. Außerdem wurde über ihn ein polnischer Spielfilm (Ocalić miasto, 1976; engl. Titel To Save the Town) und mehrere Dokumentationen gedreht.

## Ehrungen
Jewhen Beresnjak erhielt zahlreiche Ehrungen. Darunter:
- Ehrenbürger von Krakau[3]
- 1961 Ehrentitel „Verdienter Lehrer der Ukraine“[5]
- 1964 Silberkreuz des Ordens Virtuti Militari[3]
- 1965 Orden des Vaterländischen Krieges 2. Klasse[3]
- 1966 Orden des Roten Banners der Arbeit[3]
- 1971 Ehrenzeichen der Sowjetunion[3]
- 1976 Orden der Oktoberrevolution[3]
- 1985 Orden des Vaterländischen Krieges 1. Klasse[3]
- 1994 Ukrainischer Verdienstorden 3. Klasse[3]
- 1999 Bogdan-Chmelnizki-Orden 3. Klasse[3]
- 2001 Held der Ukraine[3]
- 2004 Orden der Freundschaft[3]
- 2004 Bogdan-Chmelnizki-Orden 2. Klasse[3]
- 2004 Ehrenbürger der Stadt Kiew[6]
- 2005 Bogdan-Chmelnizki-Orden 1. Klasse[3]
- 2007 Verdienstorden für das Vaterland 4. Klasse[7]
- 2009 Ukrainischer Verdienstorden 1. Klasse[3]
- 2012 Ehrenbürger von Dnipro[3]